# Psylla fulguralis
Psylla fulguralis är en insektsart som beskrevs av Shinji Kuwayama 1908. Psylla fulguralis ingår i släktet Psylla och familjen rundbladloppor. Inga underarter finns listade i Catalogue of Life.